# Éric Cantona
Éric Cantona (wym. [e'ʁik kɑ̃to’na], ur. 24 maja 1966 w Marsylii) – francuski piłkarz, aktor, reżyser i producent filmowy. Jako piłkarz występował podczas kariery zawodniczej na pozycji ofensywnego pomocnika i napastnika. Jako aktor wystąpił w parudziesięciu filmach fabularnych oraz szeregu dokumentalnych, w tym opisujących jego karierę sportową.

## Kariera sportowa
W karierze seniorskiej rozegrał 368 meczów i strzelił 131 bramek. W latach 1992–1997 (z przerwami) był zawodnikiem Manchesteru United, w latach 1987–1995 występował w reprezentacji Francji, w której rozegrał 45 meczów i strzelił 20 goli. 
Wśród sukcesów odniesionych z Manchester United były cztery tytuły mistrza Anglii – 1993, 1994, 1996, 1997. Został uznany piłkarzem roku 1996. Éric Cantona zwyciężył w plebiscycie na największego piłkarza w historii angielskiej Premier League, przeprowadzonym w 2005 w imieniu sponsora ligi, banku Barclays, wśród ponad 26 tysięcy kibiców ze 170 krajów. Karierę zakończył w 1997, po czym został kapitanem, a następnie trenerem reprezentacji Francji w piłce plażowej, z którą (również jako zawodnik) w 2005 zdobył tytuł Mistrza Świata. W styczniu 2011 objął stanowisko dyrektora sportowego w reaktywowanym klubie New York Cosmos.
25 stycznia 1995, w czasie meczu Premier League Crystal Palace – Manchester United, Cantona kopnął kibica drużyny przeciwnej, za co został zawieszony do września tego samego roku. Otrzymał także karę 120 godzin robót publicznych (początkowo proponowano karę 2 tygodni więzienia)

### Sukcesy drużynowe
Olympique Marsylia
- zdobywca mistrzostwa Francji (1989)
- zdobywca pucharu Francji (1989)

Leeds United
- zdobywca mistrzostwa Anglii (1992)

Manchester United
- czterokrotny zdobywca mistrzostwa Anglii (1993, 1994, 1996, 1997)
- dwukrotny zdobywca pucharu Anglii (1994, 1996)
- czterokrotny zdobywca Tarczy Dobroczynności (1993, 1994, 1996, 1997)
- półfinalista Ligi Mistrzów (1997)

Reprezentacja Francji
- Udział w Euro 1992 z reprezentacją Francji (faza grupowa)

Reprezentacja Francji w piłce plażowej
- zdobywca mistrzostwa świata 2005 z reprezentacją Francji (jako trener i zawodnik)

### Sukcesy indywidualne
Manchester United
- PFA Players’ Player of the year (1994)
- FWA Footballer of the year (1996)
- Najlepszy piłkarz stulecia (2001)
- Najlepszy piłkarz w historii Premier League (2005)

## Kariera filmowa
Początkowo występował jako jeden z bohaterów w filmach dokumentujących osiągnięcia klubów sportowych, w których występował. Jego pierwszy udział w filmie fabularnym miał miejsce w 1995 (film pt. Szczęście jest na łące). Od tego czasu wystąpił w ponad trzydziestu produkcjach, w tym drugoplanową rolę w Elizabeth.
Dwukrotnie (2002 i 2014) próbował swoich sił jako reżyser oraz producent – w tym dramatu sportowego, w którym zagrał sam siebie Szukając Erica (2009) w reżyserii Kena Loacha.
Występował także w reklamach produktów Nike, Renault i Kronenbourg.

## Inna aktywność
W 2010 r. wezwał do „bezkrwawej rewolucji” polegającej na obaleniu niesprawiedliwego systemu bankowego, zaproponował wówczas przeprowadzenie akcji masowego wycofywania pieniędzy z kont bankowych, która miała być przeprowadzona w ciągu jednego dnia w celu destabilizacji systemu finansowego. Dwa lata później Éric Cantona zadeklarował, że chce wystartować w wyborach prezydenckich jako kandydat niezależny. Cantona chciał za pomocą swojego obwieszczenia zwrócić uwagę na ciężką sytuację francuskich bezdomnych, o co poprosiła go fundacja „Abbe Pierre”.